# Nopyllus
Genre
Nopyllus est un genre d'araignées aranéomorphes de la famille des Prodidomidae.

## Distribution
Les espèces de ce genre sont endémiques du Brésil.

## Description
Les espèces de ce genre mesurent de 2,11 à 2,82 mm.

## Liste des espèces
Selon World Spider Catalog (version 23.0, 06/02/2022) :
- Nopyllus isabelae (Brescovit & Lise, 1993)
- Nopyllus vicente Ott, 2014

## Systématique et taxinomie
Ce genre a été décrit par Simon en 1903 dans les Gnaphosidae. Il est placé dans les Prodidomidae par Azevedo, Bougie, Carboni, Hedin et Ramírez en 2022.

## Publication originale
- Ott, 2014 : « Nopyllus, a new South American Drassodinae spider genus (Araneae, Gnaphosidae). » Iheringia, Série Zoologia, vol. 104, no 2, p. 252-261 (texte intégral).